# Elección de gobernador regional de La Araucanía de 2021
La elección de gobernador regional de la región de La Araucanía de 2021 tuvo lugar el 15 y 16 de mayo, al mismo tiempo que las elecciones municipales. La elección es la primera de índole democrática que permite la elección del gobierno regional, basado en el reemplazo del antiguo cargo de intendente regional, el cual era un cargo establecido por elección del Presidente de la República con pocas atribuciones y cargos.
En un contexto inicial, la elección de gobernador regional estaba planeada para el 25 de octubre de 2020, pero debido al desarrollo de la pandemia de COVID-19, la elección fue cambiada para el día 11 de abril de 2020; con el mismo pretexto, la elección se extendió a dos días (10 y 11 de abril), tras lo cual se aplazó para el 15 y 16 de mayo.

## Definición de candidaturas a Gobernador
La formación de las primarias tenía como principal conformación de un candidato único por coalición electoral. El 25 de septiembre de 2020 el Partido Ecologista Verde de Chile (PEV) inscribió ante el Servicio Electoral (Servel) candidaturas para realizar una elección primaria para definir su postulante a gobernador regional en la Araucanía. La formación de primarias fue llevada por la formación de una coalición centro-izquierdista, Unidad Constituyente, que inscribieron sus candidatos el 30 de septiembre del 2020.
Las elecciones primarias fueron desarrolladas el 29 de noviembre del 2020, donde los resultados fueron los siguientes:
| Código | Partido | Candidatos               | Votos  | Porcentaje | Condición |
| ------ | ------- | ------------------------ | ------ | ---------- | --------- |
| B1     | PS      | Nora Barrientos Cárdenas | 5 011  | 28,27%     | -         |
| B2     | PPD     | Eugenio Tuma Zedan       | 10 192 | 57,48%     | Ganador   |
| B3     | PDC     | Eduardo Vicencio Salgado | 2 526  | 14,25%     | -         |

| Código | Partido | Candidatos               | Votos | Porcentaje | Condición |
| ------ | ------- | ------------------------ | ----- | ---------- | --------- |
| D4     | PEV     | María Irribarra Espinoza | 2 224 | 32,37%     | -         |
| D5     | PEV     | Iván Rojas Villagra      | 716   | 10,42%     | -         |
| D6     | IND     | Mauricio Breit Oyarzo    | 1 697 | 24,70%     | -         |
| D7     | IND     | Luis Levi Aninao         | 2 234 | 32,51%     | Ganador   |

## Resultados

### Primera vuelta
Con 100 % de los votos escrutados.
|  | 30,30 % |

|  | 19,94 % |

|  | 16,09 % |

|  | 11,58 % |

|  | 8,33 % |

|  | 5,40 % |

|  | 4,85 % |

|  | 3,52 % |

|  | 87,18 % |

|  | 3,81 % |

|  | 9,01 % |

|  | 100,00 % |

|  | 38,46 % |

### Segunda vuelta
Con 100 % de los votos escrutados.
|  | 41,75% |

|  | 58,21% |

|  | 97,94% |

|  | 1,54% |

|  | 0,50% |

|  | 100% |

|  | 14,60 % |